# Carmen Aub

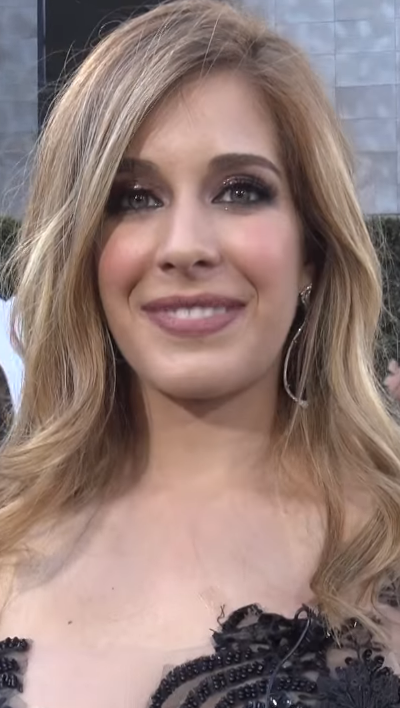
Carmen Aub (2017)

Carmen Aub (* 24. Oktober 1989 in Mexiko-Stadt) ist eine mexikanische Schauspielerin, die seit 2010 in mehreren hundert Episoden diverser Telenovelas mitwirkte.

## Leben
2010 wirkte Aub in 83 Episoden der Fernsehserie ¿Dónde está Elisa? sowie in 25 Episoden von Niñas mal mit. In den Jahren 2011 und 2012 verkörperte sie in 145 Episoden der Telenovela Esperanza del corazón die Rolle der Krista Cabral Duprís, bevor sie 2012 in dem romantischen Drama Chiapas, el Corazón del Café erstmals die weibliche Hauptrolle in einem Kinofilm begleitete.
Von 2014 bis 2017 verkörperte sie in 259 Episoden von El Señor de los Cielos die Rolle der Rutila Casillas und wirkte 2017 zum zweiten Mal in einer Kinoproduktion mit; diesmal in dem Film Escuela para Seductores.
Aub wurde weltweit bekannt, nachdem sie gegen einen Erpressungsversuch in die Offensive gegangen war. Ein Journalist, der an Nacktfotos von ihr gelangt war, wollte Geld erhalten als Gegenleistung dafür, dass er diese Bilder nicht veröffentlicht. Um ihm aufzuzeigen, dass sie sich von ihm nicht erpressen lässt, veröffentlichte sie die Bilder selbst und spendete den vom Erpresser geforderten Betrag an eine gemeinnützige Organisation, die sich für an HIV erkrankte Menschen einsetzt.

## Filmografie

### Spielfilme
- 2012: Chiapas, el Corazón del Café
- 2020: Escuela para Seductores

### Fernsehserien
- 2010: ¿Dónde está Elisa? (83 Episoden)
- 2010: Niñas mal (25 Episoden)
- 2011: Esperanza del corazón (145 Episoden, bis 2012)
- 2013: Pasión Prohibida (105 Episoden)
- 2013: Como dice el dicho (1 Episode)
- 2014: Familia en venta (13 Episoden)
- 2014: El Señor de los Cielos (259 Episoden, bis 2017)
- 2016: El Chema (4 Episoden)